# Ebnerbach
Der Ebnerbach ist ein rund 0,8 Kilometer langer, rechter Nebenfluss des Kohlbaches in der Steiermark.

## Verlauf
Der Ebnerbach entsteht im westlichen Teil der Stadtgemeinde Bärnbach, im zentralen Teil der Katastralgemeinde Piberegg, nördlich des Hofes Nußbacher sowie nordwestlich des Hofes Ebner. Er fließt zuerst relativ gerade, danach in einem Rechtsbogen abschließend wieder relativ gerade insgesamt nach Südosten. Im südlichen Teil der Katastralgemeinde Piberegg, nordöstlich des Hofes Arzberger, südöstlich des Hofes Ebner sowie südwestlich des Hofes Sommerhuber er in den Kohlbach, welcher kurz danach nach links abbiegt.
Auf seinem Lauf nimmt der Ebnerbach von rechts einen unbenannten Wasserlauf auf.